# Гренада (острів)
О́стрів Грена́да (англ. Grenada) — найбільша та найпівденніша ланка в ланцюгу Навітряних Антильських островів. Належить державі Гренада.

## Географія
Острів вулканічного походження. У геологічному сенсі є вулканічним куполом площею 310 км², що сформувався у міоцені та пліоцені. Його віссю розташовані дві стародавні кальдери з озерами всередині, велика кількість дрібних кратерів, лавових куполів, є гарячі джерела. Найбільший конус — вулкан Санта-Катаріна (висота — 840 м), розташований на півночі острівного зводу.
Гренада розташована в зоні вологого морського тропічного клімату. Річна амплітуда температур не перевищує 2-3 градуси. На рік випадає близько 2500 мм опадів. Максимум опадів — у травні-листопаді.

## Економіка
В минулому острів був укритий густими вічнозеленими тропічними лісами. Нині площі під лісами зайняті плантаціями цукрової тростини, бананів, ананасов, цитрусових і мускатного горіху.